# Duane Martin
Duane Martin (* 11. August 1965 in New York City) ist ein US-amerikanischer Schauspieler.

## Leben und Leistungen
Martin schloss die New York University ab. Er war ein talentierter Basketballspieler und stand zeitweise bei den New York Knicks unter Vertrag, für die er jedoch nie in der NBA zum Einsatz kam. Als Schauspieler debütierte er in einer Nebenrolle im Fernsehfilm Moe's World aus dem Jahr 1990. In der Actionkomödie Ride or Die – Fahr zur Hölle, Baby! (2003) spielte er die Hauptrolle, außerdem wirkte er als Drehbuchautor und Produzent mit. Die gleichen Aufgaben übernahm er in der ein Jahr später veröffentlichten Komödie The Seat Filler.
Martin gründete die Sportleragentur Impact Sports. Er ist außerdem in der Immobilienbranche tätig.
1996 heiratete er die Schauspielerin Tisha Campbell, mit der er zwei Söhne (* 2001 und * 2009) hat und in Los Angeles lebte. 2018 reichte das Paar die Scheidung ein.

## Filmografie (Auswahl)
- 1990: Moe’s World
- 1992: Weiße Jungs bringen’s nicht (White Men Can’t Jump)
- 1993–1995: Der Prinz von Bel-Air (The Fresh Prince of Bel-Air, Fernsehserie, 2 Episoden)
- 1994: Above the Rim
- 1994: Das schwarze Paradies (The Inkwell)
- 1996: Mission: Rohr frei! (Down Periscope)
- 1997: Scream 2
- 1998: The Faculty
- 1998: Alles rein persönlich (Getting Personal, Fernsehserie, 17 Episoden)
- 1998: Woo
- 1999: An jedem verdammten Sonntag (Any Given Sunday)
- 2001: The Groomsmen – Die Chaotenhochzeit (The Groomsmen)
- 2003: Ride or Die – Fahr zur Hölle, Baby! (Ride or Die)
- 2003–2007: All of Us (Fernsehserie, 88 Episoden)
- 2004: The Seat Filler
- 2009: Rita rockt (Rita Rocks, Fernsehserie, 8 Episoden)
- 2019–2020: L.A.’s Finest (Fernsehserie)
- 2022: Bel-Air (Fernsehserie)